# Lauren Greenfield

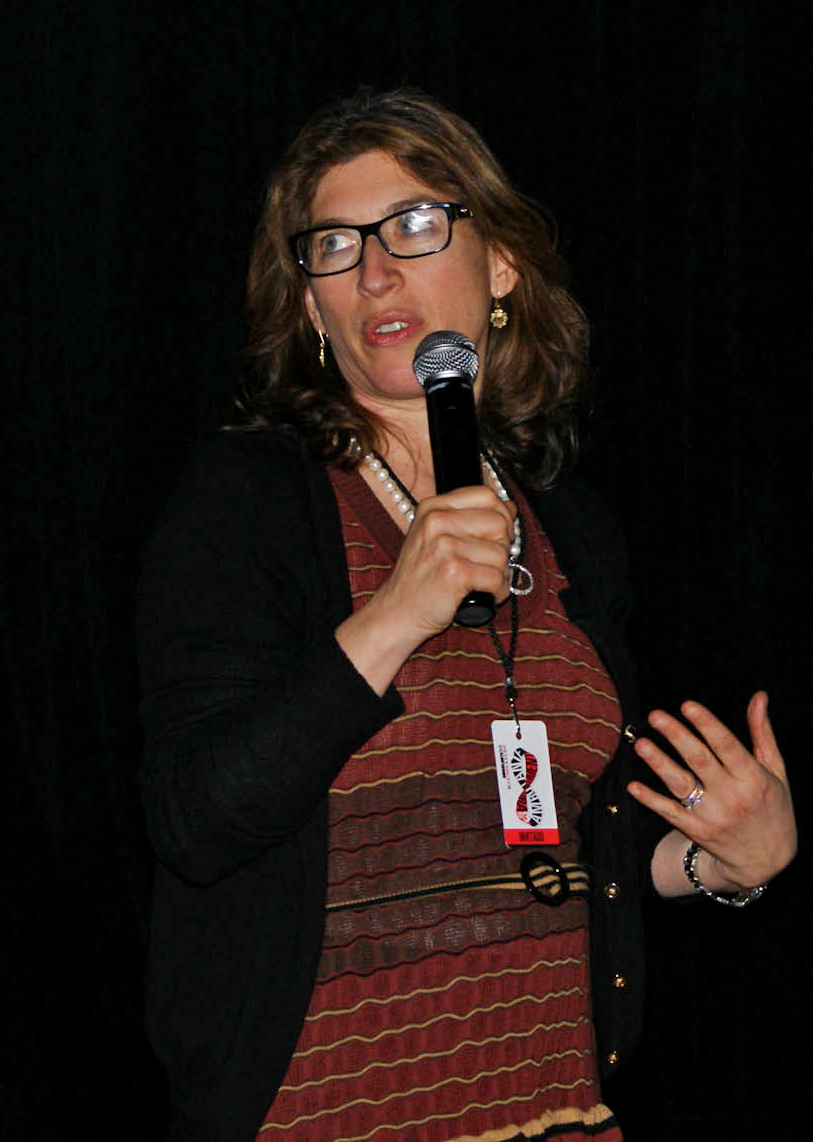
Lauren Greenfield im Jahr 2013

Lauren Greenfield (* 28. Juni 1966 in Boston) ist eine US-amerikanische Künstlerin, Dokumentarfotografin und Dokumentarfilmerin.
Bis heute hat sie vier fotografische Monographien veröffentlicht, vier Dokumentarfilme gedreht, vier Wanderausstellungen produziert und in Magazinen auf der ganzen Welt veröffentlicht.

## Leben
Greenfield wurde am 28. Juni 1966 in Boston (Massachusetts) als Tochter der Psychologin Patricia Marks Greenfield und des Arztes Sheldon Greenfield geboren. Sie hat einen jüngeren Bruder, Matthew Greenfield. Sie wuchs in Los Angeles auf und ging nach der Highschool an die Harvard-Universität. Ihr Abschlussarbeit-Fotoprojekt zur französischen Aristokratie hieß „Survivors of the French Revolution“. Greenfield schloss 1987 die Harvard University mit einem Bachelor of Arts mit Schwerpunkt „Visual and Environmental Studies“ ab.
Greenfields Diplomarbeit hat dazu beigetragen einen Praktikumsplatz beim National Geographic Magazine zu bekommen. Ein späterer Zuschuss von National Geographic lieferte die finanzielle Unterstützung für ihre Debüt-Monografie „Fast Forward: Growing Up in the Shadow of Hollywood“ (Knopf 1997). Fünf Jahre nach der Veröffentlichung von „Fast Forward“ produzierte Greenfield eine zweite wichtige Arbeit über die Krise des Selbstwertgefühls unter amerikanischen Frauen mit dem Titel „Girl Culture“.
Greenfields Fotografien wurden und werden regelmäßig in internationalen Publikationen veröffentlicht, darunter The New Yorker, New York, das New York Times Magazine, das Sunday Times Magazine, Stern, The Guardian, Der Spiegel, La Repubblica, Time, Vanity Fair, People, National Geographic, ELLE, Harper’s, Cosmopolitan und Marie Claire.
Greenfield führte Regie bei THIN, einem Dokumentarfilm in Spielfilmlänge für HBO, und veröffentlichte ein Begleitbuch mit demselben Titel. Im September 2006 erhielt Greenfield den Grierson Award für den besten Dokumentarfilm, der beim BFI London Film Festival gezeigt wurde. Der Film gewann den „Grand Jury Prize“ beim Independent Film Festival in Boston, beim Newport International Film Festival und beim Jackson Hole Film Festival. Greenfield wurde für ihre Arbeit an THIN 2007 wegen „Outstanding Directing For Nonfiction Programming“ für einen Emmy vorgeschlagen.
Greenfields kids + money ist ein 32-minütiger Kurzfilm, der Interviews mit Teenagern aus Los Angeles zum Thema Geld und wie es sich auf ihr Leben auswirkt, enthält. Die Dokumentation wurde mit diversen Preisen ausgezeichnet. HBO lizenzierte die nordamerikanischen Übertragungsrechte für kids + money und der Film wurde international vertrieben.
Für Generation Wealth begleitete Greenfield mehr als 25 Jahre lang verschiedenste Menschen. Der 2018 veröffentlichte Film befasst sich mit dem Wunsch, um jeden Preis reich zu sein und zeigt dabei, wie sich die Suche nach materiellen Gütern und sexuellem Kapital im Laufe der Zeit auf der Welt entwickelt hat.

## Publikationen
- THIN. Chronicle Books, San Francisco 2006, ISBN 0-8118-5633-X.
- Girl Culture. Chronicle Books, San Francisco 2002, ISBN 0-8118-3790-4.
- Fast Forward: Growing Up in the Shadow of Hollywood. Hardcover: Alfred A. Knopf, New York 1997, ISBN 0-676-54910-1; Softcover: Chronicle Books, San Francisco 2002, ISBN 0-8118-4413-7.
- Lauren Greenfield: Generation Wealth. Phaidon Press, London 2017, ISBN 978-0-7148-7212-4.[15]

## Filmographie (Auswahl)
- 2006: Thin (Dokumentarfilm)
- 2008: Kids + Money (Kurz-Dokumentarfilm)
- 2010: Fashion Show (Kurz-Dokumentarfilm)
- 2012: Die Königin von Versailles (The Queen of Versailles, Dokumentarfilm)
- 2012: Beauty CULTure (Kurz-Dokumentarfilm)
- 2012: Best Night Ever (Kurz-Dokumentarfilm)
- 2015: Bling Dynasty (Fernseh-Dokumentarserie)
- 2015: Magic City (Kurz-Dokumentarfilm)
- 2018: Generation Wealth (Dokumentarfilm)
- 2019: The Kingmaker (Dokumentarfilm)